# Gahinga
El mont Gahinga, també conegut com a Mgahinga, és un volcà extint de les muntanyes Virunga, a la frontera entre Ruanda i Uganda. Es troba entre el Muhabura i el Sabyinyo, sent el més petit dels tres. Al seu cim hi ha una caldera d'uns 180 metres d'amplada. El mont Gahinga s'eleva fins als 3.473 metres. Té forma cònica, amb pendents regulars i pronunciats i connectada a l'est amb el con del Muhavura, que culmina a 4.127 metres sobre el nivell del mar, i està compost per roques basanites i traquiandesites. Es desconeix quan va tenir lloc la darrera erupció.
El volcà està inclòs dins el Parc Nacional dels Volcans de Ruanda i el Parc Nacional dels Goril·les de Mgahinga a Uganda.